# Catedral de San Patricio (Thunder Bay)
La catedral de San Patricio (en inglés:  Saint Patrick's Cathedral) es la catedral católica de la diócesis de Thunder Bay en Ontario, Canadá. Está situada en la esquina de las calles Donald y Archibald en la ciudad.
La catedral fue fundada por la Compañía de Jesús. Ellos establecieron la Misión de la Inmaculada Concepción (en francés: Mission de L’Immaculée Conception) para la Primera Nación en Fort William. En julio de 1849 dos misioneros jesuitas franceses, P. Pierre Choné (1808-1879) y el P. Nicolás Fremiot (1818-1854) llegaron a la zona y comenzaron la misión. A partir de ahí, la iglesia San Patricio fue una de las muchas iglesias que fue establecida en la región en el norte de Ontario, así como la Iglesia de San Andrés, que fue entregada a la diócesis en 1997.
En 1952, la diócesis de Fort William fue creada y St. Patrick se convirtió en su catedral.